# 三共理化学
三共理化学株式会社（さんきょうりかがく、英: Sankyo Rikagaku Co.,Ltd.）は、埼玉県桶川市に本社を置き研磨布紙・砥石の製造・販売を行う企業。カーライル・グループの完全子会社。

## 概要
1930年、金子靖により個人経営として創業され、1953年6月11日に三共理化学株式会社設立。
日本国内で最初に耐水ペーパーを開発した、研磨布紙メーカーの大手。自動車部品用・自動車塗装用研磨紙を主力とする。通常の木工・金属加工用の研磨用品、情報機器・プリント基板など精密機器向け研磨用品の他、近年では一般コンシューマー向けに家庭用研磨材、美容用品、スポンジなどの製品も取り扱う。
1996年3月12日に日本証券業協会（現ジャスダック）へ株式を店頭登録（証券コード：5383）。2009年12月、中長期的な研磨技術の開発や上場維持コストの削減を考慮し、抜本的な経営改革を行うため、経営陣による自社買収（MBO）を決定。同社社長である須藤進が代表取締役を兼任する株式会社フジスターにより株式公開買付けが実施され、2010年4月20日にジャスダック上場廃止。

## 沿革
- 1930年（昭和5年） - 創業者 金子靖により個人経営として創業。
- 1953年（昭和28年） - 東京都千代田区丸の内に三共理化学株式会社設立。
- 1954年（昭和29年） - 埼玉県浦和市に浦和工場を設置。
- 1958年（昭和33年） - 埼玉県桶川市に桶川工場を設置し、浦和工場を閉鎖。
- 1962年（昭和37年） - 三共合成工業株式会社を吸収合併。
- 1969年（昭和44年） - カナダに合弁会社「Rezbond Abrasives Co.,Ltd.」を設立。
- 1980年（昭和55年） - 子会社として株式会社三進社を設立。
- 1985年（昭和60年） - カナダに合弁会社「Uniq」を設立。
- 1988年（昭和63年） - タイに合弁会社「Toa-Sankyo Industries Ltd.」を設立。
- 1993年（平成5年） - マレーシアに合弁会社「Vitraco Sankyo Industries Sdn.Bhd.」を設立。子会社の株式会社三進社を吸収合併し、浦和工場を設置。
- 1996年（平成8年） - 日本証券業協会（現ジャスダック）へ株式を店頭登録。
- 1999年（平成11年） - 本社を桶川工場に移転。
- 2001年（平成13年） - アメリカの販売会社「Fuji Star Coated Abrasives, Inc.」を買収、子会社を設立。合弁会社「Rezbond」の一部株式を取得、子会社を設立。
- 2002年（平成14年） - 中国・上海に「G-team」との合弁会社を設立。
- 2007年（平成19年） - カナダの「Uniq」と「Rezbond」を合併し、「Fuji Star Canada Inc.」へ名称変更。
- 2009年（平成21年） - 経営陣による自社買収（MBO）を決定。
- 2010年（平成22年） - ジャスダック上場廃止。
- 2019年（平成31年） - カーライル・グループが発行済み全株式を取得[13]。

## 不祥事
2013年5月21日、ヤスリの裁断などを委託していた関東地方の下請け業者6社に支払う代金を不当に値引きさせたとして、公正取引委員会は下請法違反として三共理化学に対し減額分の返金と再発防止を勧告した。公正取引委員会によれば、2011年8月から2012年11月にかけて、原材料の値上がりによる減益幅を抑える目的で下請け代金の1%、約1100万円を不当に減額させていたという。